# Sommer-Universiade 2015/Leichtathletik
Die Leichtathletik-Wettbewerbe der Sommer-Universiade 2015 fanden vom 8. bis zum 12. Juli 2015 im Gwangju-World-Cup-Stadion statt. Die Wettbewerbe waren in vier Abschnitte unterteilt: Laufwettbewerbe, Sprung- und Wurfwettbewerbe, Straßenrennen und Gehen.
| Medaillenspiegel Leichtathletik | Medaillenspiegel Leichtathletik | Medaillenspiegel Leichtathletik | Medaillenspiegel Leichtathletik | Medaillenspiegel Leichtathletik | Medaillenspiegel Leichtathletik |
| Platz                           | Land                            | Gold                            | Silber                          | Bronze                          | Gesamt                          |
| ------------------------------- | ------------------------------- | ------------------------------- | ------------------------------- | ------------------------------- | ------------------------------- |
| 01                              | Russland                        | 12                              | 8                               | 9                               | 29                              |
| 02                              | Japan                           | 4                               | 3                               | 5                               | 12                              |
| 03                              | Kasachstan                      | 4                               | —                               | —                               | 4                               |
| 04                              | Polen                           | 3                               | 6                               | 3                               | 12                              |
| 05                              | Deutschland                     | 3                               | 2                               | 2                               | 7                               |
| 06                              | VR China                        | 2                               | 3                               | 4                               | 9                               |
| 07                              | Südafrika                       | 2                               | —                               | 4                               | 6                               |
| 08                              | Belgien                         | 2                               | —                               | 1                               | 3                               |
| 09                              | Aserbaidschan                   | 2                               | —                               | —                               | 2                               |
| 09                              | Dom. Republik                   | 1                               | 3                               | 1                               | 5                               |
| 11                              | USA                             | 1                               | 4                               | 1                               | 6                               |
| 12                              | Jamaika                         | 1                               | 3                               | 1                               | 5                               |
| 13                              | Neuseeland                      | 1                               | 2                               | 1                               | 4                               |
| 14                              | Australien                      | 1                               | 1                               | 3                               | 5                               |
| 15                              | Belarus                         | 1                               | 1                               | 1                               | 3                               |
| 16                              | Estland                         | 1                               | 1                               | —                               | 2                               |
| 17                              | Tschechien                      | 1                               | —                               | 2                               | 3                               |
| 18                              | Litauen                         | 1                               | —                               | 1                               | 2                               |
| 19                              | Barbados                        | 1                               | —                               | —                               | 1                               |
| 19                              | Elfenbeinküste                  | 1                               | —                               | —                               | 1                               |
| 19                              | Indien                          | 1                               | —                               | —                               | 1                               |
| 19                              | Irland                          | 1                               | —                               | —                               | 1                               |
| 19                              | Uganda                          | 1                               | —                               | —                               | 1                               |
| 19                              | Ukraine                         | 1                               | —                               | —                               | 1                               |
| 25                              | Marokko                         | —                               | 3                               | —                               | 3                               |
| 26                              | Kanada                          | —                               | 2                               | 1                               | 3                               |
| 26                              | Lettland                        | —                               | 2                               | 1                               | 3                               |
| 28                              | Rumänien                        | —                               | 2                               | —                               | 2                               |
| 29                              | Türkei                          | —                               | 1                               | 4                               | 5                               |
| 30                              | Taiwan                          | —                               | 1                               | 1                               | 2                               |
| 31                              | Algerien                        | —                               | 1                               | —                               | 1                               |
| 31                              | Botswana                        | —                               | 1                               | —                               | 1                               |
| 31                              | Burkina Faso                    | —                               | 1                               | —                               | 1                               |
| 31                              | Frankreich                      | —                               | 1                               | —                               | 1                               |
| 31                              | Norwegen                        | —                               | 1                               | —                               | 1                               |
| 31                              | Slowakei                        | —                               | 1                               | —                               | 1                               |
| 37                              | Italien                         | —                               | —                               | 1                               | 1                               |
| 37                              | Kirgisistan                     | —                               | —                               | 1                               | 1                               |
| 37                              | Schweden                        | —                               | —                               | 1                               | 1                               |
| 37                              | Thailand                        | —                               | —                               | 1                               | 1                               |
| Total                           | Total                           | 50                              | 51                              | 49                              | 150                             |

## Ergebnisse Männer

### 100 m
| Platz | Athlet          | Land | Zeit (s)   |
| ----- | --------------- | ---- | ---------- |
| 1     | Akani Simbine   | RSA  | 9,97 UR NR |
| 2     | Kemarley Brown  | JAM  | 10,12      |
| 3     | Ramil Guliyev   | TUR  | 10,16      |
| 4     | Ronnie Baker    | USA  | 10,17      |
| 5     | Markesh Woodson | USA  | 10,19      |
| 6     | Kim Kuk-young   | KOR  | 10,31      |
| 7     | Jin Su Jung     | AUS  | 10,33      |
| 8     | Yang Yang       | CHN  | 10,41      |

### 200 m
| Platz | Athlet             | Land | Zeit (s) |
| ----- | ------------------ | ---- | -------- |
| 1     | Hua Wilfried Koffi | CIV  | 20,41 SB |
| 2     | Bryce Robinson     | USA  | 20,51    |
| 3     | Ramil Guliyev      | TUR  | 20,59 SB |
| 4     | Ncincihli Titi     | RSA  | 20,68 SB |
| 5     | Davide Manenti     | ITA  | 20,82    |
| 6     | Takuya Nagata      | JPN  | 20,90    |
| 7     | Kōtarō Taniguchi   | JPN  | 21,17    |
| 8     | Ben Jaworski       | AUS  | 21,26    |

### 400 m
| Platz | Athlet                 | Land | Zeit (s) |
| ----- | ---------------------- | ---- | -------- |
| 1     | Luguelín Santos        | DOM  | 44,91 SB |
| 2     | Leaname Maotoanong     | BOT  | 45,63 PB |
| 3     | Jan Tesař              | CZE  | 45,73 PB |
| 4     | Gustavo Cuesta         | DOM  | 45,78    |
| 5     | Sakaria Kamberuka      | BOT  | 45,83 SB |
| 6     | Alexander Beck         | AUS  | 45,91 PB |
| 7     | Takamasa Kitagawa      | JPN  | 46,03    |
| 8     | Nick Ekelund-Arenander | DEN  | 46,53    |

### 800 m
| Platz | Athlet               | Land | Zeit (min) |
| ----- | -------------------- | ---- | ---------- |
| 1     | Shaquille Walker     | USA  | 1:49,05    |
| 2     | Abdelati el-Guesse   | MAR  | 1:49,29    |
| 3     | Rynardt van Rensburg | RSA  | 1:49,30    |
| 4     | Miguel Moreira       | POR  | 1:50,26    |
| 5     | Nicholas Hartle      | USA  | 1:50,73    |
| 6     | Nick Jensen          | DEN  | 1:50,95    |
| 7     | Jorian Damen         | NED  | 1:51,35    |
| 8     | Kamil Gurdak         | POL  | 1:52,13    |

### 1500 m
| Platz | Athlet            | Land | Zeit (min) |
| ----- | ----------------- | ---- | ---------- |
| 1     | Alexei Charitonow | RUS  | 3:39,13 PB |
| 2     | Abdelali Razyn    | MAR  | 3:39,20 PB |
| 3     | Staffan Ek        | SWE  | 3:39,68 PB |
| 4     | Jegor Nikolajew   | RUS  | 3:40,06 SB |
| 5     | Robert Denault    | CAN  | 3:41,13    |
| 6     | Andries Hlaselo   | RSA  | 3:42,40    |
| 7     | Guillaume Adam    | FRA  | 3:42,62 SB |
| 8     | John Travers      | IRL  | 3:42,63    |

### 5000 m
| Platz | Athlet            | Land | Zeit (min) |
| ----- | ----------------- | ---- | ---------- |
| 1     | Hayle İbrahimov   | AZE  | 13:44,28   |
| 2     | Zouhair Talbi     | MAR  | 14:02,06   |
| 3     | Rinas Achmadejew  | RUS  | 14:05,88   |
| 4     | Thijs Nijhuis     | DEN  | 14:12,83   |
| 5     | Ross Proudfoot    | CAN  | 14:13,30   |
| 6     | Hironori Tsuetaki | JPN  | 14:13,54   |
| 7     | Mohamed Agourram  | MAR  | 14:13,89   |
| 8     | Andrei Minschulin | RUS  | 14,26,56   |

### 10.000 m
| Platz | Athlet             | Land | Zeit (min)  |
| ----- | ------------------ | ---- | ----------- |
| 1     | Igor Maximow       | RUS  | 29:15,30    |
| 2     | Nicolae Soare      | ROM  | 29:18,71 PB |
| 3     | Keisuke Nakatani   | JPN  | 29:19,30    |
| 4     | Wladimir Nikitin   | RUS  | 29:20,20    |
| 5     | Soufiane Bouchikhi | BEL  | 29:24,21    |
| 6     | Sibabalwe Mzazi    | RSA  | 29:37,55    |
| 7     | Mohamed Agourram   | MAR  | 29:39,87 SB |
| 8     | Raymond McCormack  | USA  | 29:44,82    |

### Halbmarathon
| Platz | Athlet             | Land | Zeit (h)   |
| ----- | ------------------ | ---- | ---------- |
| 1     | Yusuke Ogura       | JPN  | 1:04:41    |
| 2     | Tadashi Isshiki    | JPN  | 1:04:52    |
| 3     | Yuta Takahashi     | JPN  | 1:05:29    |
| 4     | Soufiane Bouchikhi | BEL  | 1:06:04    |
| 5     | Naoki Kudo         | JPN  | 1:06:10    |
| 6     | Vedat Günen        | TUR  | 1:06:21 PB |
| 7     | Wen Xinglong       | CHN  | 1:07:04    |
| 8     | Thabang Masihleho  | RSA  | 1:07:11    |

### Halbmarathon Teamwertung
| Platz | Land                | Zeit (h) |
| ----- | ------------------- | -------- |
| 1     | Japan               | 3:15:03  |
| 2     | Türkei              | 3:26:17  |
| 3     | Südafrika           | 3:26:29  |
| 4     | Mongolei            | 3:30:57  |
| 5     | Südkorea            | 3:37:57  |
| 6     | Chile               | 3:41:28  |
| 7     | Volksrepublik China | 3:49:33  |

### 20 km Gehen
| Platz | Athlet            | Land | Zeit (h) |
| ----- | ----------------- | ---- | -------- |
| 1     | Dane Bird-Smith   | AUS  | 1:21:30  |
| 2     | Benjamin Thorne   | CAN  | 1:21:33  |
| 3     | Daisuke Matsunaga | JPN  | 1:22:06  |
| 4     | Máté Helebrandt   | HUN  | 1:23:30  |
| 5     | Georgi Scheiko    | KAZ  | 1:23:53  |
| 6     | Ihor Hlawan       | UKR  | 1:23:56  |
| 7     | Nils Gloger       | GER  | 1:25:17  |
| 8     | Tomohiro Noda     | JPN  | 1:25:36  |

### 20 km Gehen Teamwertung
| Platz | Land                | Zeit (h) |
| ----- | ------------------- | -------- |
| 1     | Ukraine             | 4:17:44  |
| 2     | Volksrepublik China | 4:26:10  |
| 3     | Russland            | 4:27:17  |
| 4     | Südkorea            | 4:39:29  |

### 110 m Hürden
| Platz | Athlet               | Land | Zeit (s) |
| ----- | -------------------- | ---- | -------- |
| 1     | Greggmar Swift       | BAR  | 13,43    |
| 2     | Konstantin Schabanow | RUS  | 13,57 SB |
| 3     | Genta Masuno         | JPN  | 13,69    |
| 4     | Damian Czykier       | POL  | 13,72 SB |
| 5     | Milan Ristić         | SRB  | 13,78    |
| 6     | Milan Traikovits     | CYP  | 13,78 SB |
| 7     | Tobias Furer         | SUI  | 13,94    |
|       | Kim Byoung-jun       | KOR  | DNS      |

### 400 m Hürden
| Platz | Athlet              | Land | Zeit (s) |
| ----- | ------------------- | ---- | -------- |
| 1     | Thomas Barr         | IRL  | 48,78    |
| 2     | Abdelmalik Lahoulou | ALG  | 48,99 NR |
| 3     | Iwan Schabljujew    | RUS  | 49,04 PB |
| 4     | Artur Terezan       | BRA  | 49,73 PB |
| 5     | Cameron French      | NZL  | 49,92    |
| 6     | Chen Chieh          | TWN  | 50,22    |
| 7     | Juander Santos      | DOM  | 50,34    |
| 8     | Amadou Ndiaye       | SEN  | 51,48    |

### 3000 m Hindernis
| Platz | Athlet              | Land | Zeit (min) |
| ----- | ------------------- | ---- | ---------- |
| 1     | Martin Grau         | GER  | 8:31,55 PB |
| 2     | Kaur Kivistik       | EST  | 8:32,23 PB |
| 3     | Juri Klopzow        | RUS  | 8:33,09    |
| 4     | Youssef Jaadi       | MAR  | 8:38,76 PB |
| 5     | Edwin Kibichiy      | KEN  | 8:39,54    |
| 6     | Patrick Nasti       | ITA  | 8:42,04    |
| 7     | Justinas Beržanskis | LTU  | 8:43,34 SB |
| 8     | Ryan Brockerville   | CAN  | 8:46,14    |

### 4 × 100 m Staffel
| Platz | Land                | Athleten                                                                   | Zeit (s) |
| ----- | ------------------- | -------------------------------------------------------------------------- | -------- |
| 1     | Japan               | Kazuma Ōseto Takuya Nagata Tatsuro Suwa Kōtarō Taniguchi                   | 39,08    |
| 2     | Polen               | Adam Pawłowski Grzegorz Zimniewicz Artur Zaczek Kamil Kryński              | 39,50    |
| 3     | Südafrika           | Ncincihli Titi Gideon Trotter Eckhardt Rossouw Akani Simbine               | 39,68    |
| 4     | Australien          | Jin Su Jung Tom Gamble Ben Jaworski Hugh Donovan                           | 39,71    |
| 5     | Thailand            | Ruttanapon Sowan Aphisit Promkaew Jirapong Meenapra Jaran Sathoengram      | 39,86    |
| 6     | Volksrepublik China | Yang Zhanlin Gao Ze Ma Jingwei Yang Yang                                   | 40,12    |
| 7     | Südkorea            | Kim Woo-sam Choi Min-suk Park Chan-yang Han Du-hyeon                       | 41,70    |
|       | Russland            | Dmitri Lopin Alexander Brednew Wjatscheslaw Kolesnitschenko Artur Reisbich | DNF      |

### 4 × 400 m Staffel
| Platz | Land                    | Athleten                                                                  | Zeit (min) |
| ----- | ----------------------- | ------------------------------------------------------------------------- | ---------- |
| 1     | Dominikanische Republik | Juander Santos Gustavo Cuesta Máximo Mercedes Luguelín Santos             | 3:05,05    |
| 2     | Japan                   | Julian Walsh Nobuya Kato Takamasa Kitagawa Kentarō Satō                   | 3:07,75    |
| 3     | Polen                   | Mateusz Zagórski Michał Pietrzak Kamil Gurdak Rafał Omelko                | 3:07,77    |
| 4     | Südkorea                | Kim Ui-yeon Park Tae-geon Choi Dong-baek Lee Jun                          | 3:08,17    |
| 5     | Australien              | Deluca Lawson-Matthew Alexander Carew Raymond Smith Alexander Beck        | 3:12,64    |
|       | Vereinigte Staaten      | Cole Lambourne Ronnie Baker Bryce Robinson Shaquille Walker               | DSQ        |
|       | Südafrika               | Pieter Conradie Jon Seeliger Lindsay Hanekom Shaun de Jager               | DSQ        |
|       | Botswana                | Leaname Maotoanong Katlego Lenkopane Rebeilwe Thwanyane Sakaria Kamberuka | DSQ        |

### Hochsprung
| Platz | Athlet             | Land | Höhe (m) |
| ----- | ------------------ | ---- | -------- |
| 1     | Daniil Zyplakow    | RUS  | 2,31     |
| 2     | Matúš Bubeník      | SLO  | 2,28 PB  |
| 3     | Hsiang Chun-hsien  | TWN  | 2,28 NR  |
| 4     | Raivydas Stanys    | LTU  | 2,24     |
| 5     | Woo Sang-hyeok     | KOR  | 2,24 SB  |
| 6     | Sylwester Bednarek | POL  | 2,20     |
| 6     | Lukáš Beer         | SVK  | 2,20 SB  |
| 8     | Yun Seung-hyun     | KOR  | 2,20     |

### Stabhochsprung
| Platz | Athlet          | Land | Höche (m) |
| ----- | --------------- | ---- | --------- |
| 1     | Nikita Filippow | KAZ  | 5,50      |
| 2     | Ilja Mudrow     | RUS  | 5,50      |
| 3     | Robert Sobera   | POL  | 5,50      |
| 4     | Noël Ost        | FRA  | 5,40      |
| 5     | Han Du-hyeon    | KOR  | 5,30      |
| 5     | Jin Min-sub     | KOR  | 5,30      |
| 7     | Daniel Clemens  | GER  | 5,30      |
| 7     | Alexandre Feger | FRA  | 5,30      |

### Weitsprung
| Platz | Athlet           | Land | Weite (m) |
| ----- | ---------------- | ---- | --------- |
| 1     | Pawel Schalin    | RUS  | 8,29 w    |
| 2     | Wassili Kopejkin | RUS  | 8,13 w    |
| 3     | Rudolph Pienaar  | RSA  | 7,98 w    |
| 4     | Chan Ming Tai    | HKG  | 7,89 NR   |
| 5     | Ted Hooper       | TWN  | 7,83      |
| 6     | Cedric Nolf      | BEL  | 7,83 w    |
| 7     | Yasuhiro Moro    | JPN  | 7,77 SB   |
| 8     | Lin Hung-Min     | TWN  | 7,72      |

### Dreisprung
| Platz | Athlet                 | Land | Weite (m) |
| ----- | ---------------------- | ---- | --------- |
| 1     | Dmitri Sorokin         | RUS  | 17,29 PB  |
| 2     | Hugues Fabrice Zango   | BFA  | 16,76 PB  |
| 3     | Xu Xiaolong            | CHN  | 16,76     |
| 4     | Muhammad Hakimi Ismail | MAS  | 16,59     |
| 5     | Alexei Fjodorow        | RUS  | 16,35     |
| 6     | Alberto Álvarez        | MEX  | 16,22 SB  |
| 7     | Adrian Daianu          | ROU  | 16,10     |
| 8     | Matthew O’Neal         | USA  | 16,07 SB  |

### Kugelstoßen
| Platz | Athlet              | Land | Weite (m) |
| ----- | ------------------- | ---- | --------- |
| 1     | Inderjeet Singh     | IND  | 20,27     |
| 2     | Andrei Gag          | ROU  | 19,92     |
| 3     | Alexander Bulanow   | RUS  | 19,84     |
| 4     | Michail Abramtschuk | BLR  | 19,48     |
| 5     | Tejinder Pal Singh  | IND  | 19,24 PB  |
| 6     | Jaco Engelbrecht    | RSA  | 19,20     |
| 7     | Šarūnas Banevičius  | LTU  | 18,66 SB  |
| 8     | Guo Yanxiang        | CHN  | 18,43     |

### Diskuswurf
| Platz | Athlet            | Land | Weite (m) |
| ----- | ----------------- | ---- | --------- |
| 1     | Philip Milanov    | BEL  | 64,15     |
| 2     | Matthew Denny     | AUS  | 62,58 PB  |
| 3     | Andrius Gudžius   | LTU  | 62,54     |
| 4     | Chad Wright       | JAM  | 60,10     |
| 5     | Federico Apolloni | ITA  | 59,70     |
| 6     | János Huszák      | HUN  | 58,61     |
| 7     | Russell Tucker    | RSA  | 57,31     |
| 8     | Michail Dwornikow | RUS  | 56,20     |

### Hammerwurf
| Platz | Athlet             | Land | Weite (m) |
| ----- | ------------------ | ---- | --------- |
| 1     | Paweł Fajdek       | POL  | 80,05     |
| 2     | Pawel Barejscha    | BLR  | 75,75     |
| 3     | Sjarhej Kalamojez  | BLR  | 74,68     |
| 4     | Serghei Marghiev   | MDA  | 73,65     |
| 5     | Denis Lukjanow     | RUS  | 73,65     |
| 6     | Eivind Henriksen   | NOR  | 71,47     |
| 7     | Anatoli Posdnjakow | RUS  | 70,85     |
| 8     | Simone Falloni     | ITA  | 70,58     |

### Speerwurf
| Platz | Athlet             | Land | Weite (m) |
| ----- | ------------------ | ---- | --------- |
| 1     | Tanel Laanmäe      | EST  | 81,71     |
| 2     | Huang Shih-feng    | TWN  | 81,27     |
| 3     | Zigismunds Sirmais | LAT  | 79,39 SB  |
| 4     | Cheng Chao-tsun    | TWN  | 79,35     |
| 5     | Vedran Samac       | SRB  | 78,96     |
| 6     | Hubert Chmielak    | POL  | 78,96     |
| 7     | Sami Peltomaeki    | FINS | 77,72     |
| 8     | Magnus Kirt        | EST  | 76,65     |

### Zehnkampf
| Platz | Athlet                  | Land | Punkte |
| ----- | ----------------------- | ---- | ------ |
| 1     | Thomas Van der Plaetsen | BEL  | 7952   |
| 2     | Bastien Auzeil          | FRA  | 7913   |
| 3     | René Stauß              | GER  | 7791   |
| 4     | Jérémy Lelievre         | FRA  | 7593   |
| 5     | James Turner            | CAN  | 7529   |
| 6     | Steele Wasik            | USA  | 7414   |
| 7     | David Brock             | AUS  | 7337   |
| 8     | Kyle Cranston           | AUS  | 7295   |

## Ergebnisse Frauen

### 100 m
| Platz | Athletin                 | Land | Zeit (s) |
| ----- | ------------------------ | ---- | -------- |
| 1     | Wiktorija Sjabkina       | KAZ  | 11,23    |
| 2     | Shimayra Williams        | JAM  | 11,46    |
| 3     | Jelena Koslowa           | RUS  | 11,47    |
| 4     | Lina Grinčikaitė-Samuolė | LTU  | 11,49    |
| 5     | Kedisha Dallas           | JAM  | 11,49    |
| 6     | Ashleigh Whittaker       | AUS  | 11,64    |
| 7     | Anna Doi                 | JPN  | 11,70    |
| 8     | Alexandra Bezeková       | SVK  | 11,71    |

### 200 m
| Platz | Athletin           | Land | Zeit (s) |
| ----- | ------------------ | ---- | -------- |
| 1     | Wiktorija Sjabkina | KAZ  | 22,77 NR |
| 2     | A’Keyla Mitchell   | USA  | 22,95 PB |
| 3     | Kedisha Dallas     | JAM  | 23,24 PB |
| 4     | Olga Charitonowa   | RUS  | 23,41    |
| 5     | Shimayra Williams  | JAM  | 23,41    |
| 6     | Farah Jacques      | CAN  | 23,58    |
| 7     | Hanne Claes        | BEL  | 23,75    |
| 8     | Joëlle Golay       | SUI  | 23,85    |

### 400 m
| Platz | Athletin          | Land | Zeit (s) |
| ----- | ----------------- | ---- | -------- |
| 1     | Justine Palframan | RSA  | 51,27 PB |
| 2     | Małgorzata Hołub  | POL  | 51,93 SB |
| 3     | Yang Huizhen      | CHN  | 51,98 PB |
| 4     | Ruth Spelmeyer    | GER  | 52,04 PB |
| 5     | Iveta Putalová    | SVK  | 52,18 PB |
| 6     | Justyna Święty    | POL  | 52,44 SB |
| 7     | Marta Milani      | ITA  | 53,06    |
| 8     | Sanda Belgyan     | ROM  | 53,36    |

### 800 m
| Platz | Athletin            | Land | Zeit (min) |
| ----- | ------------------- | ---- | ---------- |
| 1     | Angie Petty         | NZL  | 1:59,06 PB |
| 2     | Simoya Campbell     | JAM  | 1:59,26 PB |
| 3     | Fabienne Kohlmann   | GER  | 1:59,54 PB |
| 4     | Eglė Balčiūnaitė    | LTU  | 2:00,21 SB |
| 5     | Rachel Aubry        | CAN  | 2:02,17    |
| 6     | Ciara Everard       | IRL  | 2:02,46    |
| 7     | Lindsey Butterworth | CAN  | 2:03,96    |
| 8     | Marija Nikolajewa   | RUS  | 2:04,05    |

### 1500 m
| Platz | Athletin            | Land | Zeit (min) |
| ----- | ------------------- | ---- | ---------- |
| 1     | Docus Ajok          | UGA  | 4:18,53 SB |
| 2     | Gabriela Stafford   | CAN  | 4:19,27    |
| 3     | Kristina Ugarowa    | RUS  | 4:19,78    |
| 4     | Stephanie Schappert | USA  | 4:19,83    |
| 5     | Carise Thompson     | CAN  | 4:20,07    |
| 6     | Diana Mezuliáníková | CZE  | 4:23,14    |
| 7     | Angela Piccirillo   | USA  | 4:23,40    |
| 8     | Olessja Muratowa    | RUS  | 4:26,73    |

### 5000 m
| Platz | Athletin          | Land | Zeit (min)  |
| ----- | ----------------- | ---- | ----------- |
| 1     | Kristiina Mäki    | CZE  | 16:03,29    |
| 2     | Camille Buscomb   | NZL  | 16:03,72    |
| 3     | Darja Maslowa     | KGZ  | 16:04,09    |
| 4     | Paulina Kaczyńska | POL  | 16:05,81    |
| 5     | Sara Sutherland   | USA  | 16:06,94 SB |
| 6     | Jennifer Wenth    | AUT  | 16:07,24    |
| 7     | Natsuki Omori     | JPN  | 16:07,57    |
| 8     | Rina Koeda        | JPN  | 16:09,92    |

### 10.000 m
| Platz | Athletin                 | Land | Zeit (min)  |
| ----- | ------------------------ | ---- | ----------- |
| 1     | Alla Kuljatina           | RUS  | 32:52,27 PB |
| 2     | Gulschat Faslitdinowa    | RUS  | 32:55,35    |
| 3     | Zhang Yingying           | CHN  | 32:56,60 PB |
| 4     | Katrina Allison          | CAN  | 33:29,16    |
| 5     | Rina Koeda               | JPN  | 33:47,21    |
| 6     | Sanjivani Jadhav         | IND  | 33:54,57 PB |
| 7     | Bajartsogtyn Mönchdsajaa | MNG  | 33:54,93    |
| 8     | Xiao Huimin              | CHN  | 34:24,01 SB |

### Halbmarathon
| Platz | Athletin                 | Land | Zeit (h)   |
| ----- | ------------------------ | ---- | ---------- |
| 1     | Zhang Yingying           | CHN  | 1:15:06    |
| 2     | Nanako Kanno             | JPN  | 1:15:24    |
| 3     | Ayumi Uehara             | JPN  | 1:15:35    |
| 4     | Maki Izumida             | JPN  | 1:16:09    |
| 5     | Nilay Ersun              | TUR  | 1:16:57    |
| 6     | Bajartsogtyn Mönchdsajaa | MNG  | 1:17:19 SB |
| 7     | Sakurako Fukuuchi        | JPN  | 1:17:44    |
| 8     | Kathya García            | MEX  | 1:18:08    |

### Halbmarathon Teamwertung
| Platz | Land                | Zeit (h) |
| ----- | ------------------- | -------- |
| 1     | Japan               | 3:47:09  |
| 2     | Volksrepublik China | 3:55:15  |
| 3     | Türkei              | 3:55:37  |
| 4     | Südafrika           | 4:26:21  |

### 20 km Gehen
| Platz | Athletin            | Land | Zeit (h)   |
| ----- | ------------------- | ---- | ---------- |
| 1     | Anissja Kirdjapkina | RUS  | 1:28:18 UR |
| 2     | Marina Pandakowa    | RUS  | 1:29:52    |
| 3     | Hou Yongbo          | CHN  | 1:32:42    |
| 4     | Sofija Brodazkaja   | RUS  | 1:35:00    |
| 5     | Yang Jiayu          | CHN  | 1:36:50 PB |
| 6     | Inna Kaschyna       | UKR  | 1:37:23    |
| 7     | Rachel Tallent      | AUS  | 1:37:40    |
| 8     | Mária Czaková       | SVK  | 1:38:24    |

### 20 km Gehen Teamwertung
| Platz | Land                | Zeit (h) |
| ----- | ------------------- | -------- |
| 1     | Russland            | 4:33:11  |
| 2     | Volksrepublik China | 4:47:58  |
| 3     | Australien          | 5:06:28  |

### 100 m Hürden
| Platz | Athletin          | Land | Zeit (s) |
| ----- | ----------------- | ---- | -------- |
| 1     | Danielle Williams | JAM  | 12,78    |
| 2     | Nina Morosowa     | RUS  | 12,83    |
| 3     | Michelle Jenneke  | AUS  | 12,94    |
| 4     | Jade Barber       | USA  | 13,03    |
| 5     | Eva Strogies      | GER  | 13,20    |
| 6     | Matilda Bogdanoff | FIN  | 13,35 SB |
| 7     | Ivana Lončarek    | CRO  | 13,37    |
| 8     | Abbie Taddeo      | AUS  | 13,42    |

Wind: +0,1 m/s

### 400 m Hürden
| Platz | Athletin           | Land | Zeit (s) |
| ----- | ------------------ | ---- | -------- |
| 1     | Joanna Linkiewicz  | POL  | 55,62    |
| 2     | Emilia Ankiewicz   | POL  | 56,55 SB |
| 3     | Irina Takuntschewa | RUS  | 56,57 PB |
| 4     | Christiane Klopsch | GER  | 56,75    |
| 5     | Walerija Chramowa  | RUS  | 56,93    |
| 6     | Ronda Whyte        | JAM  | 57,26    |
| 7     | Robine Schürmann   | SUI  | 57,92    |
| 8     | Maris Mägi         | EST  | 59,49    |

### 3000 m Hindernis
| Platz | Athletin             | Land | Zeit (min)  |
| ----- | -------------------- | ---- | ----------- |
| 1     | Jekaterina Sokolenko | RUS  | 09:25,77 UR |
| 2     | Natalja Wlassowa     | RUS  | 09:35,99 SB |
| 3     | Özlem Kaya           | TUR  | 09:37,79    |
| 4     | Marisa Howard        | USA  | 09:50,64    |
| 5     | Rosa Flanagan        | NZL  | 09:55,05    |
| 6     | Maria Bernard        | CAN  | 09:57,70    |
| 7     | Regan Yee            | CAN  | 10:06,23    |
| 8     | Eva Krchová          | CZE  | 10:09,14    |

### 4 × 100 m Staffel
| Platz | Land                | Athletinnen                                                                      | Zeit (s) |
| ----- | ------------------- | -------------------------------------------------------------------------------- | -------- |
| 1     | Kasachstan          | Anastassija Tulapina Swetlana Iwantschukowa Julija Rachmanowa Wiktorija Sjabkina | 44,28    |
| 2     | Vereinigte Staaten  | Ana Holland Kylie Price Jade Barber Nataliyah Friar                              | 44,28    |
| 3     | Thailand            | Supawan Thipat Phensri Chairoek Tassaporn Wannakit Khanrutai Pakdee              | 45,03    |
| 4     | Neuseeland          | Rochelle Coster Fiona Morrison Kelsey Berryman Mariah Ririnui                    | 45,57 SB |
| 5     | Slowakei            | Lenka Kršáková Iveta Putalová Lucia Slaničková Alexandra Bezeková                | 46,01    |
| 6     | Volksrepublik China | Qin Wenzhong Sun Yan Zhan Qingqing Lin Huijun                                    | 46,11    |
| 7     | Estland             | Diana Suumann Karmen Veerme Maarja Kalev Kart Viltrop                            | 46,80    |
|       | Kanada              | Marissa Kurtimah Brittany Crew Leah Walkeden Michelle Young                      | DNF      |

### 4 × 400 m Staffel
| Platz | Land                | Athletinnen                                                                   | Zeit (s) |
| ----- | ------------------- | ----------------------------------------------------------------------------- | -------- |
| 1     | Polen               | Małgorzata Hołub Monika Szczęsna Joanna Linkiewicz Justyna Święty             | 3:31,98  |
| 2     | Russland            | Lilija Gafijatullina Kristina Malwinowa Irina Takuntschewa Jelena Sujkewitsch | 3:32,46  |
| 3     | Vereinigte Staaten  | A’Keyla Mitchell Madeline Kopp Kimberly Mackay Alissa Martinez                | 3:37,20  |
| 4     | Volksrepublik China | Zhan Qingqing Zhang Gui Jiang Dan Yang Huizhen                                | 3:43,91  |
| 5     | Uganda              | Halimah Nakaayi Docus Ajok Susan Aneno Leni Shida                             | 3:45,40  |
| 6     | Südafrika           | Anneri Ebersohn Arlene Gowar Anuscha Nice Justine Palframan                   | 3:46,73  |
| 7     | Thailand            | Pornpan Hoemhuk Atchima Eng-Chuan Jutamas Khonkham Chamaiphon Thongsuk        | 3:48,95  |
| 8     | Estland             | Helin Meier Annika Sakkarias Kelly Nevolihhin Karmen Veerme                   | 3:51,99  |

### Hochsprung
| Platz | Athletin             | Land | Höhe (m) |
| ----- | -------------------- | ---- | -------- |
| 1     | Airinė Palšytė       | LTU  | 1,84     |
| 2     | Elizabeth Boyer      | USA  | 1,80     |
| 2     | Madara Onužāne       | LAT  | 1,80     |
| 4     | Nicola McDermott     | AUS  | 1,80     |
| 4     | Marija Vuković       | MNE  | 1,80     |
| 6     | Katarina Mögenburg   | NOR  | 1,80     |
| 7     | Katerina Fedotowa    | RUS  | 1,80     |
| 8     | Elizabeth Chuah Lamb | NZL  | 1,75     |
| 8     | Keeley O’Hagan       | NZL  | 1,75     |
| 8     | Linda Sandblom       | FIN  | 1,75     |
| 8     | Grete Udras          | EST  | 1,75     |
| 8     | Zhang Luyu           | CHN  | 1,75     |

### Stabhochsprung
| Platz | Athletin           | Land | Höche (m) |
| ----- | ------------------ | ---- | --------- |
| 1     | Li Ling            | CHN  | 4,45      |
| 2     | Eliza McCartney    | NZL  | 4,40 SB   |
| 3     | Chloé Henry        | BEL  | 4,40 =SB  |
| 4     | Olga Mullina       | RUS  | 4,35      |
| 5     | Tatjana Schwidkina | RUS  | 4,35      |
| 6     | Romana Maláčová    | CZE  | 4,25      |
| 7     | Anna Felzmann      | GER  | 4,25      |
| 8     | Marta Onofre       | POR  | 4,15      |

### Weitsprung
| Platz | Athletin                | Land | Weite (m) |
| ----- | ----------------------- | ---- | --------- |
| 1     | Julija Pidluschnaja     | RUS  | 6,79 SB   |
| 2     | Anna Jagaciak-Michalska | POL  | 6,57 SB   |
| 3     | Naa Anang               | AUS  | 6,55 PB   |
| 4     | Nektaria Panagi         | CYP  | 6,52 SB   |
| 5     | Nataliyah Friar         | USA  | 6,42 PB   |
| 6     | Sanna Nygaard           | FIN  | 6,33 PB   |
| 7     | Milena Mitkowa          | BUL  | 6,31      |
| 8     | Kylie Price             | USA  | 6,28      |

### Dreisprung
| Platz | Athletin                | Land | Weite (m) |
| ----- | ----------------------- | ---- | --------- |
| 1     | Jekaterina Konewa       | RUS  | 14,60     |
| 2     | Jenny Elbe              | GER  | 13,86     |
| 3     | Anna Jagaciak-Michalska | POL  | 13,81     |
| 4     | Wang Wupin              | CHN  | 13,75     |
| 5     | Madara Apine            | LAT  | 13,56     |
| 6     | Irina Ektowa            | KAZ  | 13,45     |
| 7     | Anna Kornuta            | UKR  | 13,27     |
| 8     | Nneka Okpala            | NZL  | 13,15     |

### Kugelstoßen
| Platz | Athletin           | Land | Weite (m) |
| ----- | ------------------ | ---- | --------- |
| 1     | Lena Urbaniak      | GER  | 18,00 PB  |
| 2     | Paulina Guba       | POL  | 17,94 PB  |
| 3     | Brittany Crew      | CAN  | 17,27 PB  |
| 4     | Wera Kunowa        | RUS  | 16,80     |
| 5     | Irina Kiritschenko | RUS  | 16,43     |
| 6     | Manpreet Kaur      | IND  | 15,76 PB  |
| 7     | TeRina Keenan      | NZL  | 15,39 SB  |
| 8     | Giedrė Kupstytė    | LTU  | 15,31     |

### Diskuswurf
| Platz | Athletin           | Land | Weite (m) |
| ----- | ------------------ | ---- | --------- |
| 1     | Julija Malzewa     | RUS  | 59,37     |
| 2     | Marike Steinacker  | GER  | 58,83     |
| 3     | Stefania Strumillo | ITA  | 58,22 PB  |
| 4     | Subenrat Insaeng   | THA  | 57,75     |
| 5     | Valarie Allman     | USA  | 55,68     |
| 6     | Li Tsai-yi         | TWN  | 54,80     |
| 7     | Natalia Stratulat  | MDA  | 54,74     |
| 8     | Androniki Lada     | CYP  | 54,19     |

### Hammerwurf
| Platz | Athletin        | Land | Weite (m) |
| ----- | --------------- | ---- | --------- |
| 1     | Hanna Skydan    | AZE  | 70,67     |
| 2     | Joanna Fiodorow | POL  | 69,69     |
| 3     | Julia Ratcliffe | NZL  | 67,54     |
| 4     | Luo Na          | CHN  | 67,11 SB  |
| 5     | Tereza Králová  | CZE  | 66,64     |
| 6     | Kati Ojaloo     | EST  | 64,93     |
| 7     | Lara Nielsen    | AUS  | 63,34     |
| 8     | Johanna Salmela | FIN  | 62,78     |

### Speerwurf
| Platz | Athletin               | Land | Weite (m) |
| ----- | ---------------------- | ---- | --------- |
| 1     | Tazzjana Chaladowitsch | BLR  | 60,45     |
| 2     | Līna Mūze              | LAT  | 60,26     |
| 3     | Irena Šedivá           | CZE  | 59,89 PB  |
| 4     | Anna Wessman           | SWE  | 58,34 PB  |
| 5     | Du Xiaowei             | CHN  | 55,63     |
| 6     | Victoria Peeters       | NZL  | 55,00     |
| 7     | Andrea Enerstad Bolle  | NOR  | 54,48 PB  |
| 8     | Jenni Kangas           | FIN  | 53,92     |

### Siebenkampf
| Platz | Athletin           | Land | Punkte  |
| ----- | ------------------ | ---- | ------- |
| 1     | Anna Maiwald       | GER  | 5965    |
| 2     | Ida Marcussen      | NOR  | 5865    |
| 3     | Anna Petrich       | RUS  | 5795 PB |
| 4     | Chari Hawkins      | USA  | 5707    |
| 5     | Georgia Ellenwood  | CAN  | 5665    |
| 6     | Veronica Torr      | NZL  | 5665    |
| 7     | Nicole Oudenaarden | CAN  | 5596    |
| 8     | Tatum Souza        | USA  | 5477    |